# Dunkerque
Dunkerque [dœ̃kɛʀk] bzw. [dɛ̃kɛʀk], deutsch Dünkirchen (niederländisch Duinkerke(n), englisch Dunkirk, französisch-flämisch Duunkerke), ist eine französische Hafenstadt an der südlichen Nordseeküste im Département Nord im westflämischen Sprachgebiet Französisch-Flanderns. Die rund zehn Kilometer westlich der Grenze zu Belgien liegende und zugleich nördlichste Stadt Frankreichs zählt 87.013 Einwohner (Stand 1. Januar 2022), einschließlich der Vorstädte sind es etwa 250.000. Sie lebt vom Hafen und von großen Industrieansiedlungen und beherbergt eine Universität mit ca. 10.000 Studenten.
Historische Bedeutung erlangte Dunkerque in der Zeit des Königs Ludwig XIV., dessen Festungsbaumeisters Sébastien Le Prestre de Vauban und des in dieser Stadt geborenen Korsaren Jean Bart. Mittlerweile erinnert der Ortsname an eine bedeutsame Episode des Zweiten Weltkrieges: 1940 wurden hier die British Expeditionary Force (Britisches Expeditionskorps, BEF) und Teile der geschlagenen französischen Armee in der Schlacht von Dünkirchen von den Deutschen eingekesselt, wobei es den Alliierten gelang, den Brückenkopf so lange zu verteidigen, bis sie den Großteil ihrer Soldaten in der Operation Dynamo per Schiff nach England evakuieren konnten. Dies war die bis dahin größte Rettungsaktion der Weltgeschichte.

## Geschichte

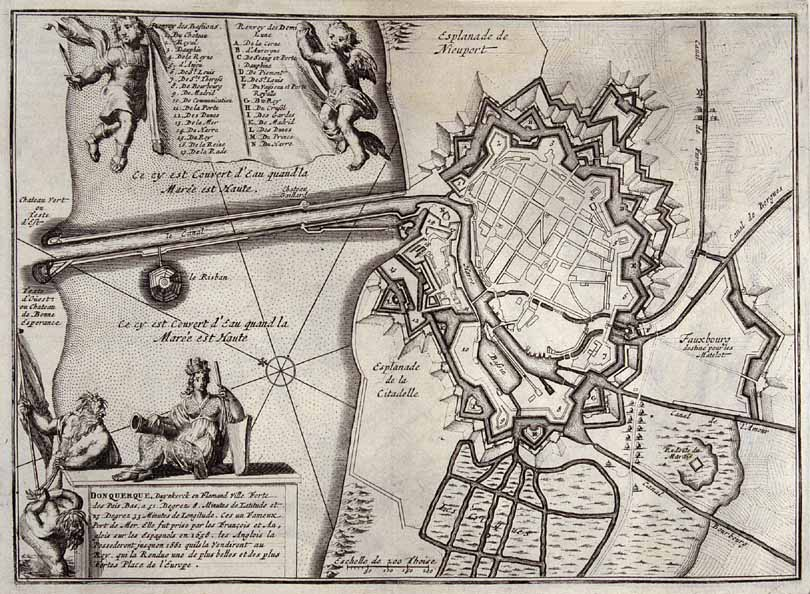
Merian: Plan von Dünkirchen Dunkerque 1702

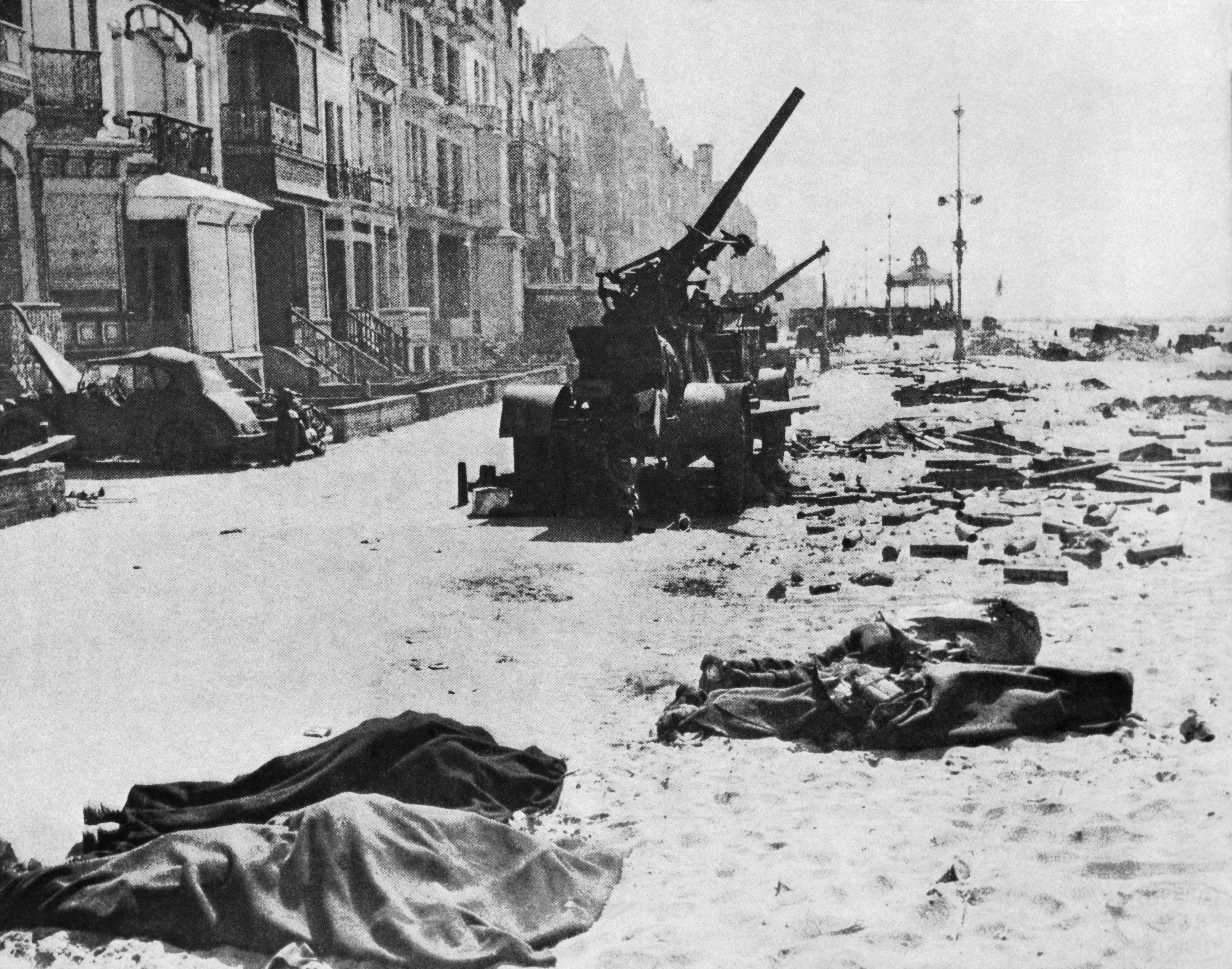
Nach der Schlacht von Dünkirchen (1940)

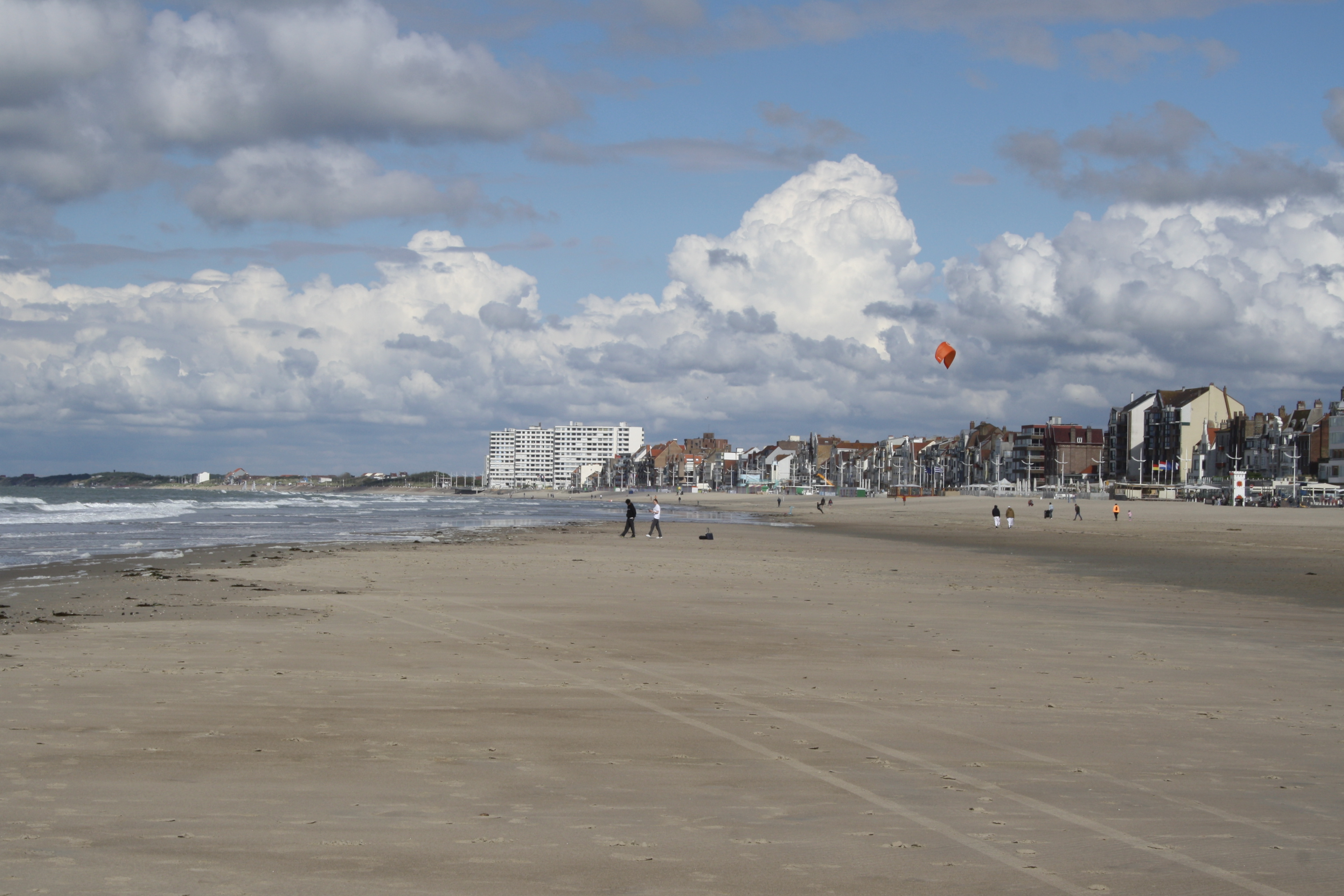
Strand

Erstmals urkundlich erwähnt wurde Dunkerque im 7. Jahrhundert als Fischersiedlung. Dank seiner strategisch günstigen Lage am Eingang zum Ärmelkanal entwickelte sich der Ort rasch: 960 wurde eine Stadtmauer, 1233 das erste Rathaus errichtet. Ein wichtiger Wirtschaftszweig Dünkirchens war über Jahrhunderte der Heringsfang und später der Kabeljaufang vor Island.
Andererseits weckte die Lage der Stadt seit jeher Begehrlichkeiten. Im Laufe ihrer Geschichte gehörten die „dütsch“-sprachigen (niederfränkisch oder niederländisch) Bewohner zunächst zu Flandern, Burgund und den Spanischen Niederlanden. 1646 wurde Dünkirchen von Frankreich und den Niederlanden nach einmonatiger Belagerung erobert und fiel im Englisch-Spanischen Krieg nach der Schlacht in den Dünen 1658 an England. Schließlich wurde die Stadt am 17. Oktoberjul. / 27. Oktober 1662greg. für fünf Millionen Livres vom englischen König Karl II. an den französischen König Ludwig XIV. verkauft. Von da an wurde die Stadt unter Vauban mit starken Festungswerken umgeben. Im 16. und 17. Jh. war die Stadt Stützpunkt der Freibeuter von Dünkirchen. Im 19. Jahrhundert stieg die Stadt zum drittgrößten Hafen Frankreichs auf.
Im Ersten Weltkrieg gehörte die Stadt zum unmittelbaren Hinterland der belgischen Yser-Front und war Ziel deutscher Bombardements.
Im Zweiten Weltkrieg, im Frühjahr 1940, wurde Dünkirchen bei den Kämpfen zwischen der deutschen Wehrmacht und den nach der Schlacht von Dünkirchen dort eingekesselten Briten und Franzosen weitgehend zerstört. In der Operation Dynamo konnte die Royal Navy im Mai bis zum 4. Juni den größten Teil der in die Stadt zurückgezogenen britischen Truppen nach Großbritannien retten (über ca. 330.000 der 370.000 ihrer Soldaten und über 130.000 französische Truppen. Trotz der partiellen Niederlage war dies ein strategisch wichtiger Erfolg zur Fortführung des Kriegs gegen Hitlers Armeen.).
Ab 1940 unterhielt die deutsche Kriegsmarine in der Stadt ein Marinelazarett. 1944, nach der Operation Overlord, wurde Dünkirchen von der Wehrmacht zur Atlantikfestung erklärt, bis Kriegsende verteidigt und erst nach der bedingungslosen Kapitulation der Wehrmacht am 9. Mai 1945 von den Alliierten besetzt.
Am 1. Januar 1970 fusionierte die zuvor selbstständige Gemeinde Malo-les-Bains mit Dunkerque und bildet seitdem eines der Quartiers der Stadt.
Am 9. Dezember 2010 wurden die bis dahin selbstständigen Gemeinden Saint-Pol-sur-Mer (21.783 Einwohner, Stand 1. Januar 2008) und Fort-Mardyck (3563 Einwohner, Stand 1. Januar 2008) Ortsteile von Dunkerque. Die Einwohnerzahl stieg damit auf 93.945 an.
Im Zuge der Flüchtlingskrise in Europa, nach der Räumung des Dschungels von Calais im Oktober 2016, wurde Dunkerque zum Ziel zahlreicher Flüchtlinge und Migranten, die sich von dort aus Zutritt zum Vereinigten Königreich erhofften. Im Februar 2017 hatten sich bereits rund 2.000 Personen im Lager bei Grande-Synthe gesammelt, in dem sie unter teils prekären Bedingungen lebten.

### Bevölkerungsentwicklung
| Jahr                       | 1962   | 1968   | 1975   | 1982   | 1990   | 1999   | 2008   | 2020   |
| Einwohner                  | 27.616 | 27.504 | 73.800 | 73.120 | 70.331 | 70.834 | 68.292 | 86.545 |
| Quellen: Cassini und INSEE |        |        |        |        |        |        |        |        |

## Sehenswürdigkeiten

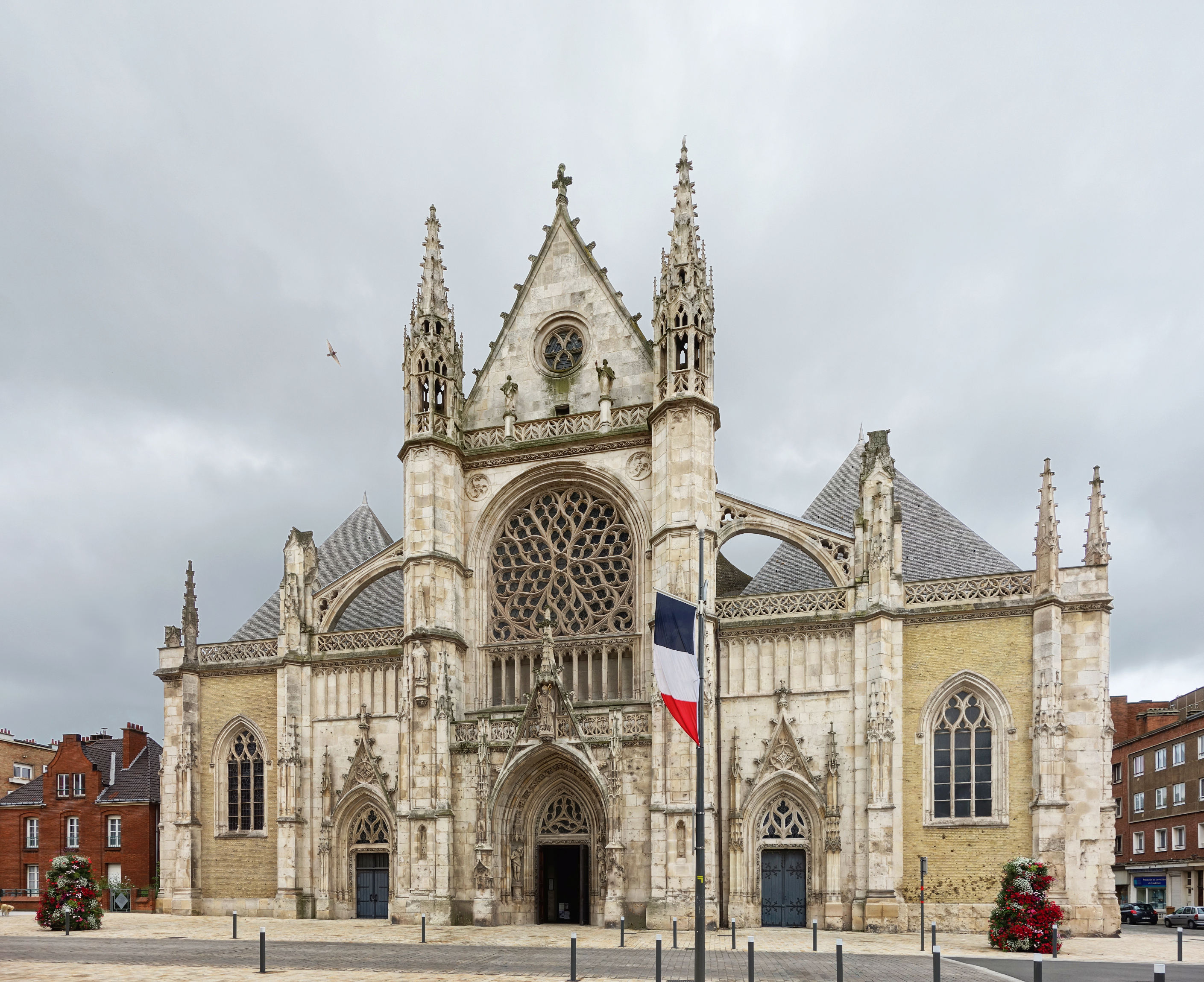
Kirche Saint-Éloi

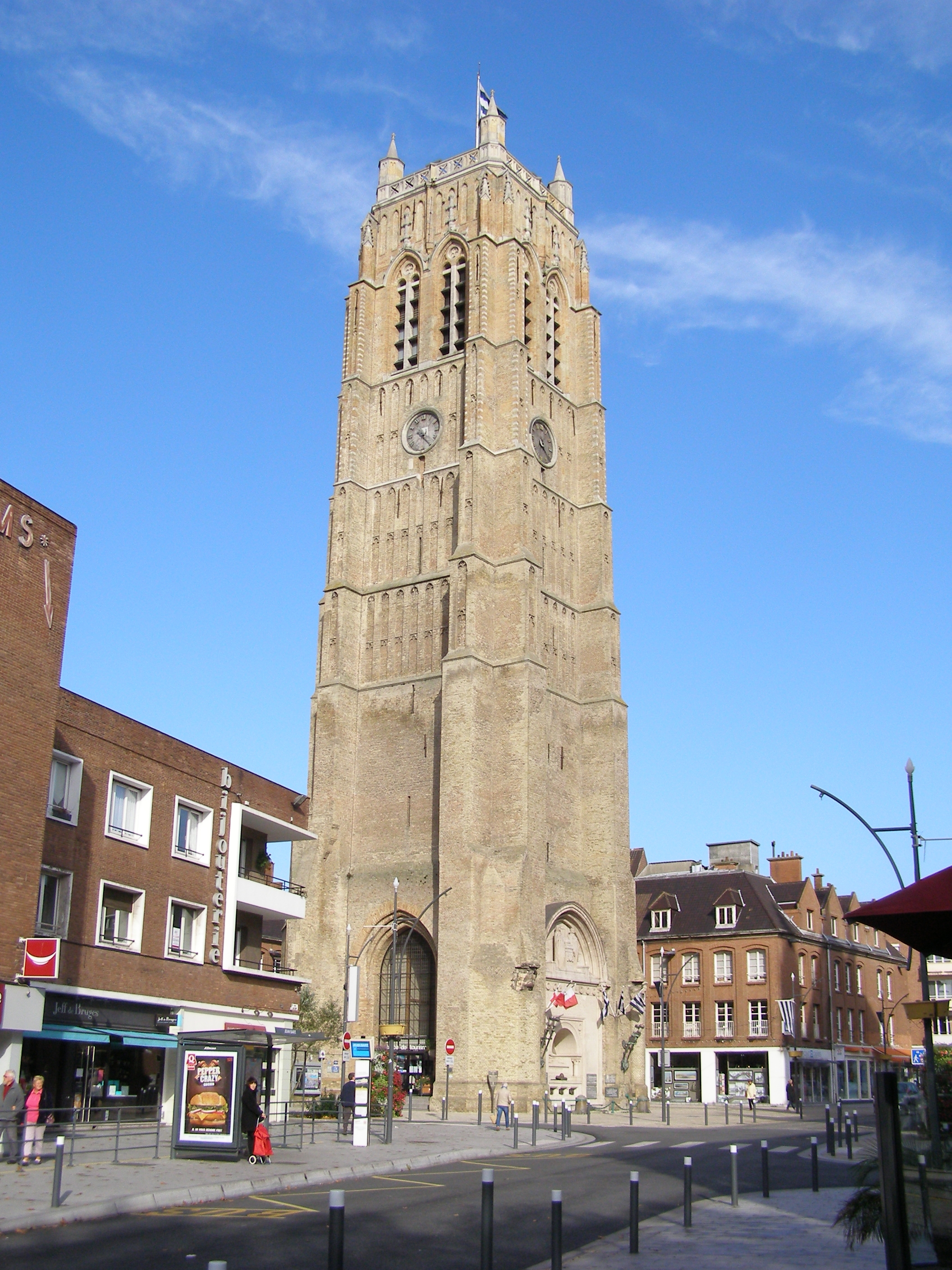
Belfried

- Der Tour du Leughenaer (nach dem flämischen Wort für Lügner, also „Turm des Lügners“) stammt aus dem 15. Jahrhundert.
- Die Kapelle Notre-Dame-des-Dunes wurde im 15. Jahrhundert erbaut.
- Die Kirche Saint-Éloi (niederländisch Sint-Eligiuskerk) ist eine fünfschiffige Hallenkirche aus dem 16. Jahrhundert, ihre neugotische Fassade stammt aus dem späten 19. Jahrhundert.
- Der Belfried Saint-Eloi, auch Belfried von Dünkirchen, wurde im 15. Jahrhundert durch weitere Aufstockung des Hauptwachturms der Stadt von 1233 erbaut. Im Erdgeschoss des Belfrieds befindet sich heute die Touristen-Information. Die Turmspitze ist zugänglich und bietet eine weite Aussicht. In der zweitobersten Etage kann das aus 50 Glocken bestehende Glockenspiel besichtigt werden.
- Das Rathaus (Hôtel de Ville) wurde Anfang des 20. Jahrhunderts erbaut.
- Die Porte de la Marine ist eines der Tore der ehemaligen von Sébastien Le Prestre de Vauban erbauten Stadtbefestigung.
- Die Statue des Korsaren Jean Bart ist ein Werk des Bildhauers David d’Angers aus dem 19. Jahrhundert.
- Das Hafenmuseum Dünkirchen am Bassin du Commerce direkt am Rande des Stadtzentrums dokumentiert die tausendjährige Geschichte des Hafens von Dünkirchen und zeigt drei Museumsschiffe.
- Das Mémorial du Souvenir informiert über die Schlacht von Dünkirchen, den Rückzug der britischen und französischen Truppen im Jahr 1940 und deren Evakuierung nach England, die Operation Dynamo.
- Das Museum für Schöne Künste zeigt alte Kunst, sowie einige ethnographische und archäologische Stücke seiner reichen Sammlung.
- Das Museum Lieu d’Art et Action Contemporaine (LAAC) liegt in einem Skulpturenpark und beherbergt eine Sammlung moderner Kunst von 1940 bis 1980.
- Der FRAC Nord-Pas de Calais ist einer der 23 Fonds régionaux d’art contemporain (Regionalfonds für zeitgenössische Kunst), kurz FRAC. Die Einrichtung ist im Hafen in einer großen Werfthalle untergebracht, neben dem in gleicher Kubatur ein Ausstellungsgebäude mit fünf Ebenen errichtet wurde. Gezeigt werden eine Sammlung zeitgenössischer Kunst und Ausstellungen aktueller Künstler.

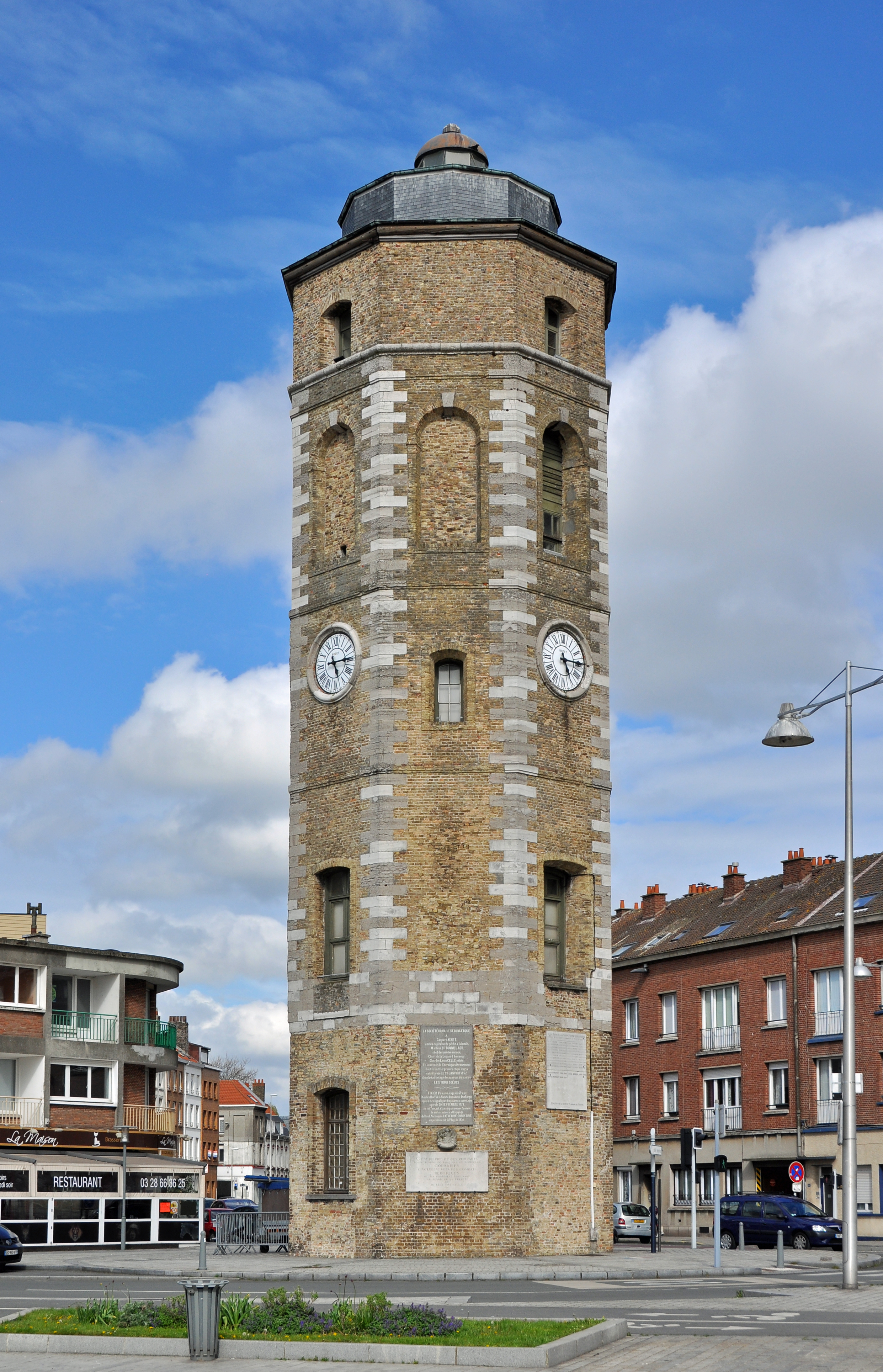
Tour du Leughenaer, der Lügner-Turm
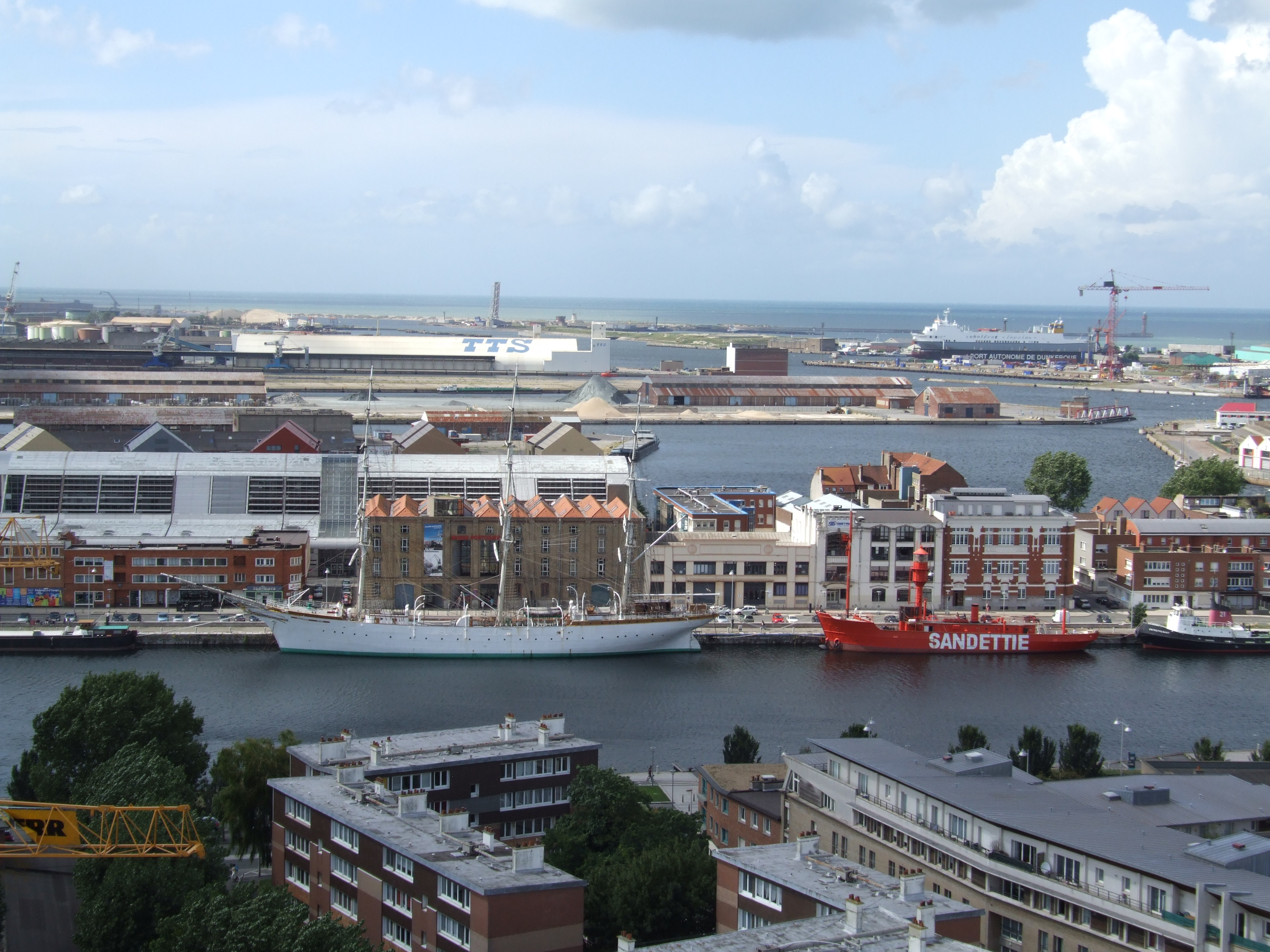
Dreimaster Duchesse Anne, Feuerschiff Sandettie und Hafenmuseum Dünkirchen
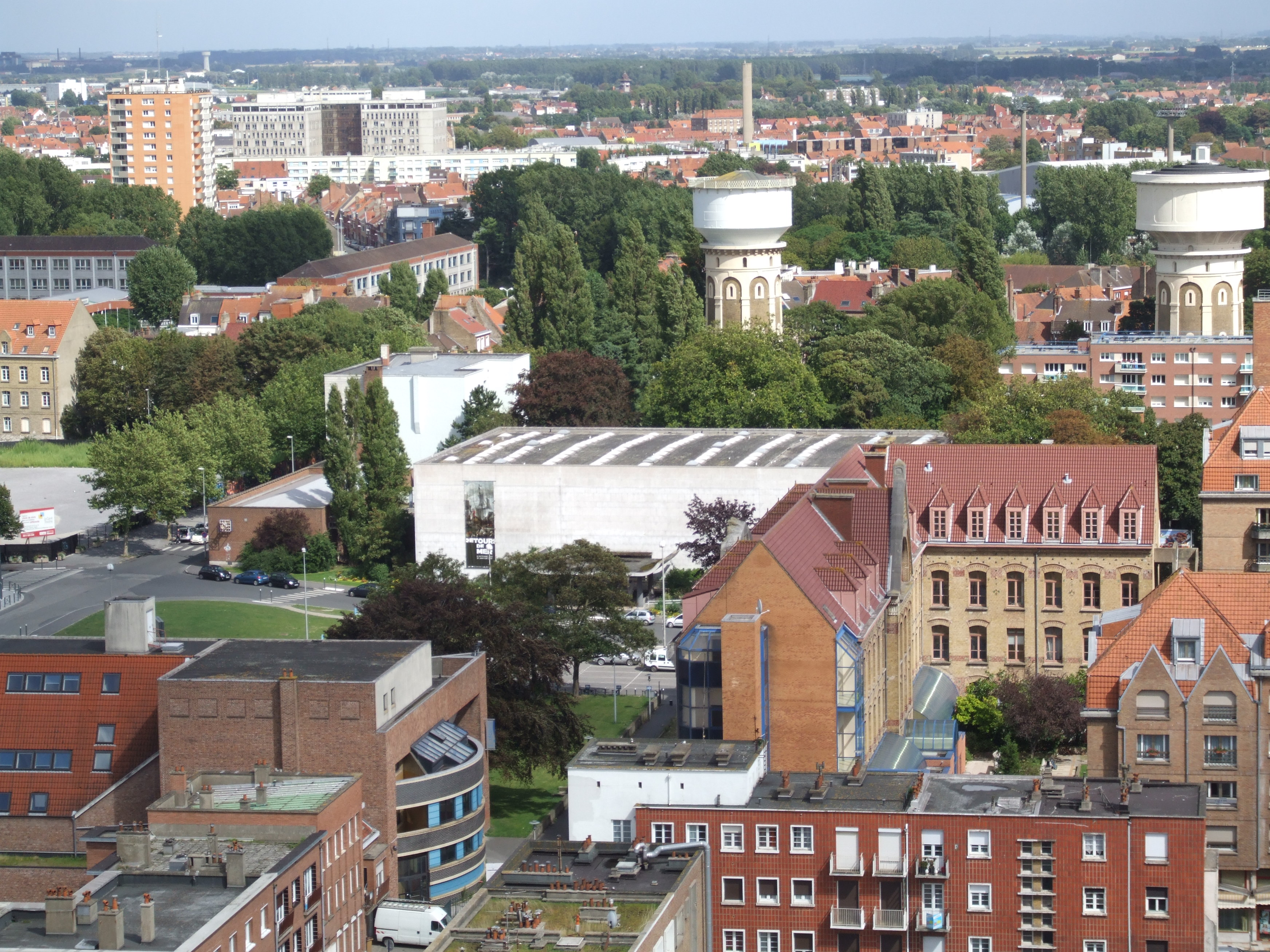
Der weiße Kubus des Museums für Schöne Künste
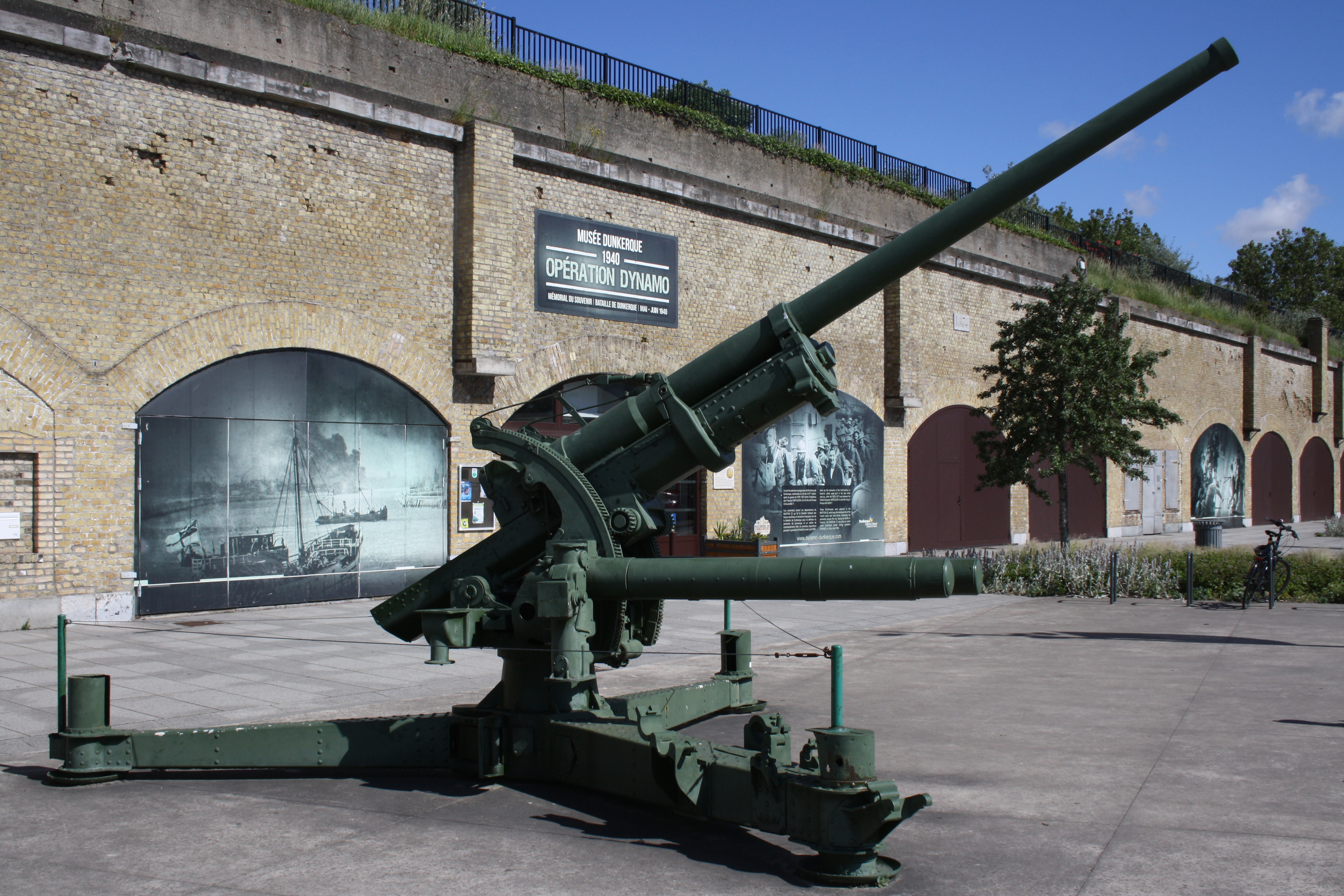
Museum Mémorial du Souvenir in der Bastion 32

## Verkehr

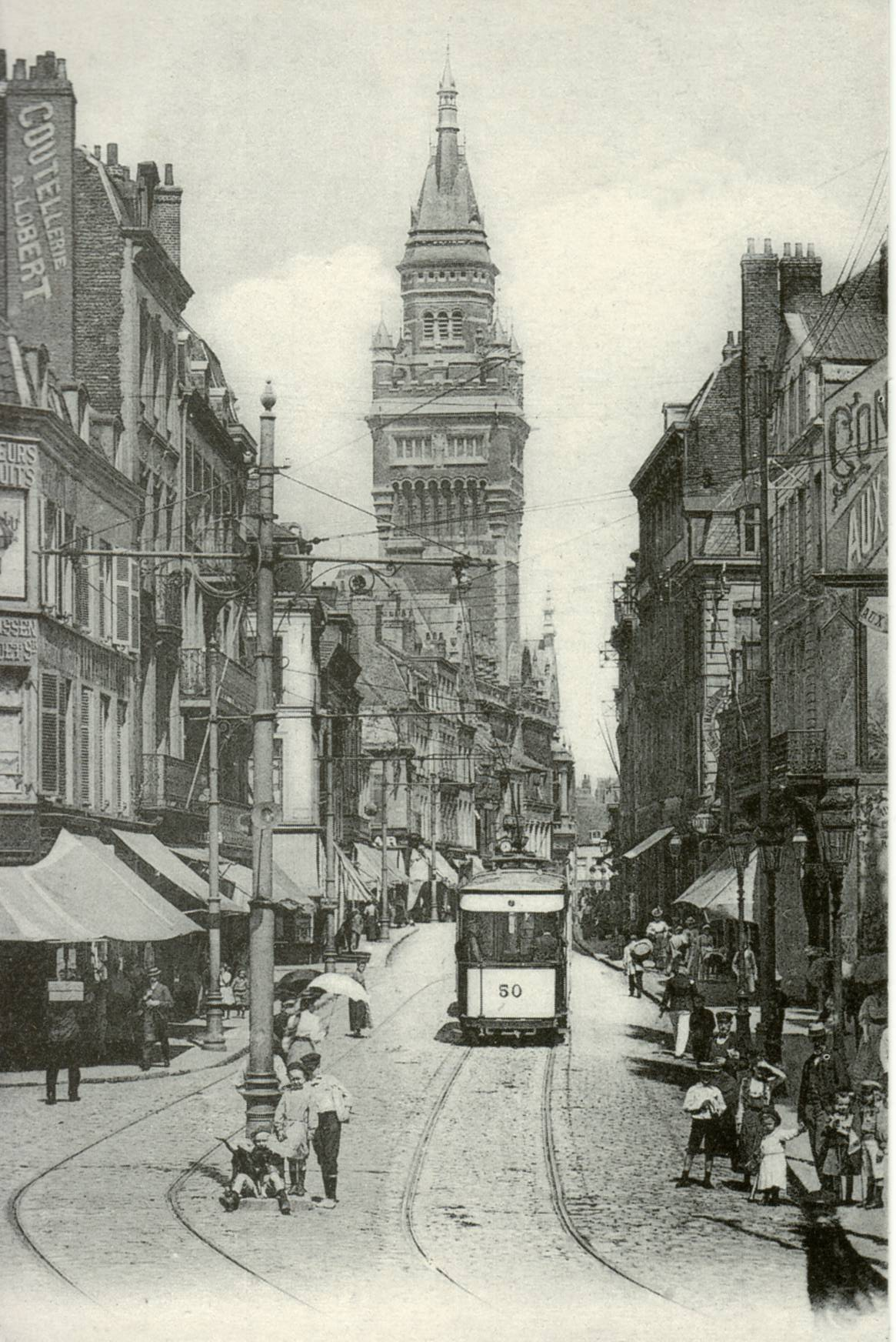
Straßenbahn in der
Rue de l’Église (vor 1915)

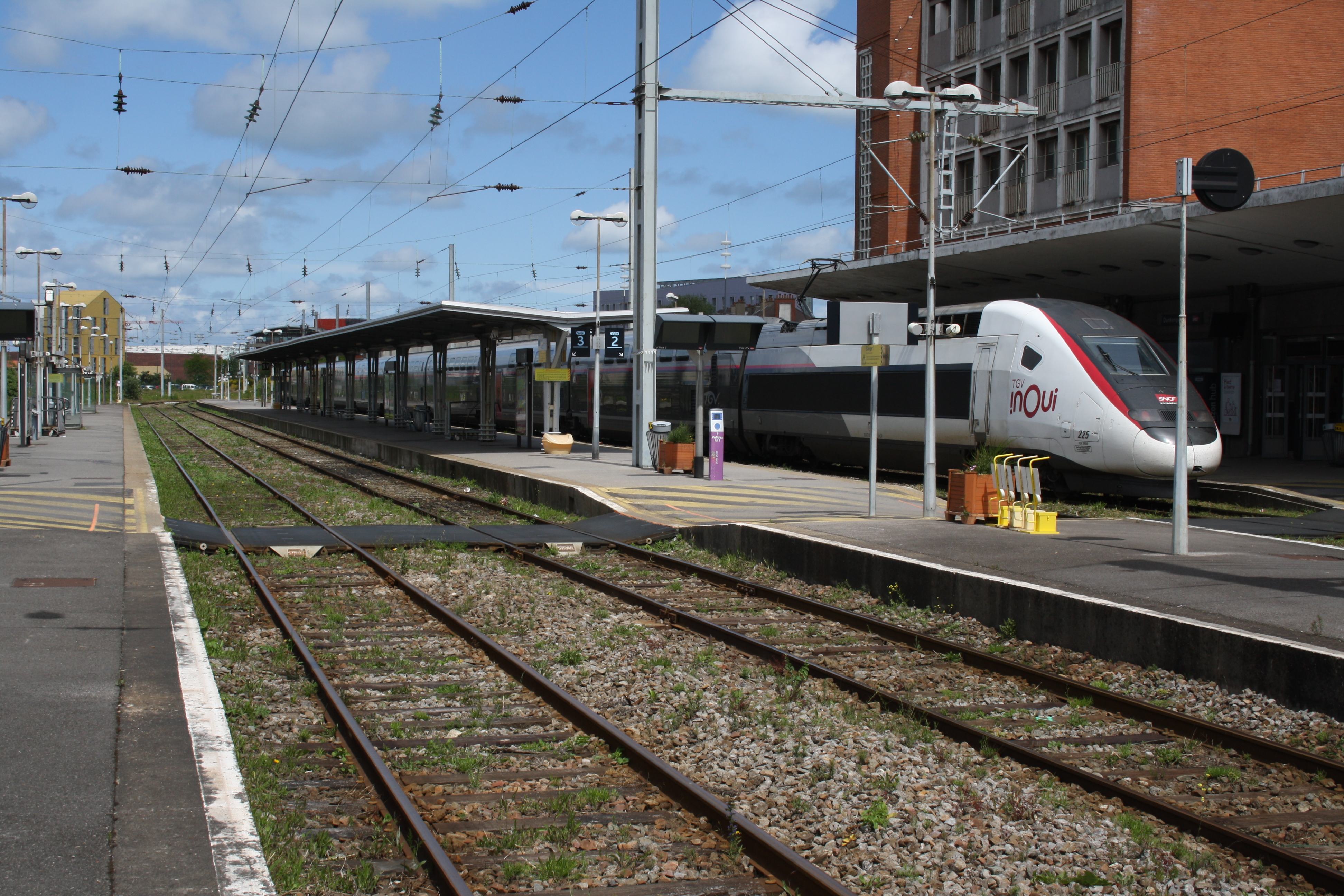
Bahnhof mit TGV-Hochgeschwindigkeitszug

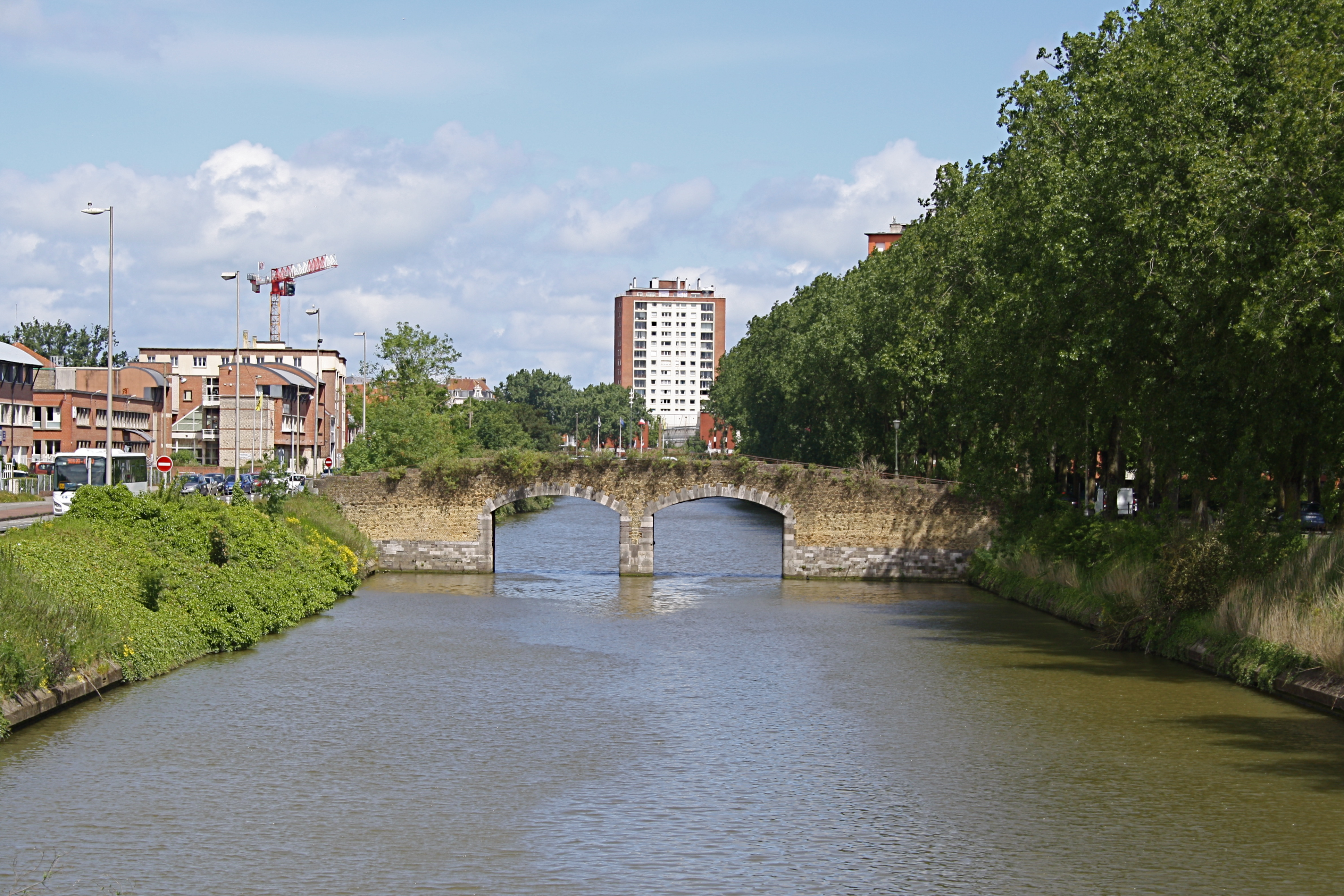
Der Canal de Bergues mit dem ehemaligen Wassertor

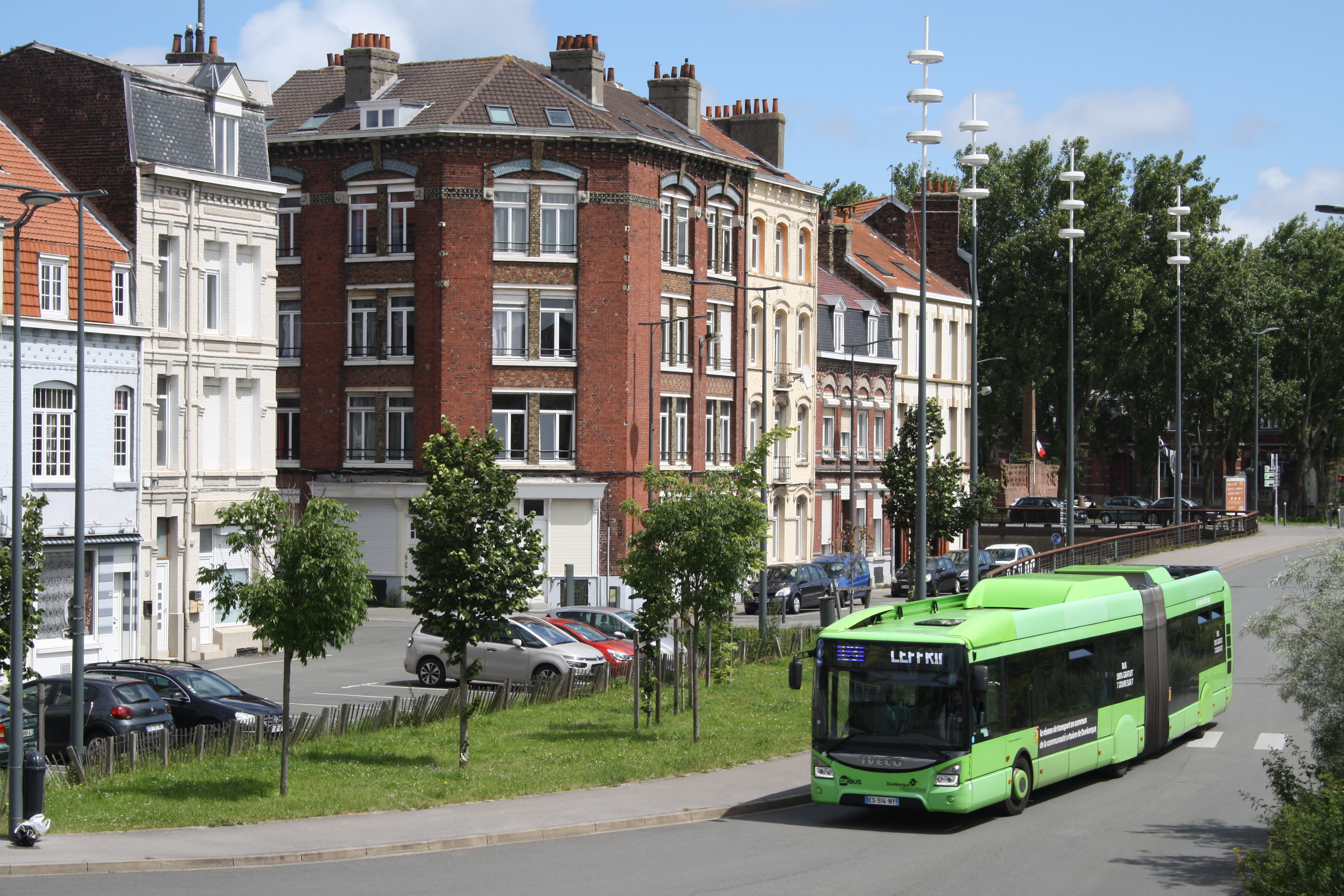
DK’BUS der Linie L3 auf dem Quai de Mardyck

Der Bahnhof Dunkerque ist Endbahnhof der Bahnstrecke Arras–Dunkerque und war Ausgangspunkt der stillgelegten Bahnstrecke Dunkerque–Bray-Dunes, die in ihrer Verlängerung nach De Panne in Belgien führte. Er entstand im Jahr 1848, wurde 1875/76 umgebaut und im Zweiten Weltkrieg zerstört. Das heutige Empfangsgebäude wurde in den Jahren 1960 bis 1964 errichtet.
Der früher als Dunkerque-Locale bezeichnete Bahnhof wird von TGV-Zügen angefahren, die die Stadt über Arras mit Paris verbinden. Zudem verkehren dort TERGV-Hochgeschwindigkeits-Regionalzüge von und zum Bahnhof Lille-Europe und Züge des TER Hauts-de-France, u. a. von und nach Calais, Hazebrouck, Arras und dem Bahnhof Lille-Flandres.
Von 1880 an hatte Dunkerque eine Straßenbahn, die zunächst als Pferdebahn betrieben wurde. Um 1900 wurde sie elektrifiziert, ab 1923 schrittweise wieder stillgelegt. Nach Unterbrechungen aufgrund von Kriegshandlungen und -schäden wurde 1952 der Betrieb endgültig aufgegeben (→ Straßenbahn Dunkerque).
Der öffentliche Busverkehr wird von der Société des transports de Dunkerque et extensions (STDE) unter der Marke DK’BUS durchgeführt. Seit September 2018 ist die Nutzung der Busse in Dunkerque kostenlos.
Durch das Stadtgebiet verlaufen die Autobahn A 16 und die autobahnähnlich ausgebaute Nationalstraße N 225 mit ihrer Fortsetzung als Departementsstraße D 625. In West-Ost-Richtung wird Dunkerque von der D 601 gequert.
Mehrere Kanäle, die der Trockenlegung umliegenden Sumpflands und meist auch der Binnenschifffahrt dienen, verlaufen im Stadtgebiet von Dunkerque. Der Canal de Bourbourg, der Canal de Bergues und der Canal des Moëres verbinden den Hafen der Stadt mit dem Hinterland, der Canal Nieuport-Dunkerque (auch: Canal de Furnes) verläuft parallel zur Küste in Richtung Belgien. Im Stadtgebiet sind sie durch den Canal de Jonction miteinander verbunden.

## Sport
2002 wurde Dunkerque von der bedeutenden Sportzeitung L’Équipe zur sportlichsten Stadt Frankreichs mit mehr als 20.000 Einwohnern gewählt.
International bekannt ist das seit 1955 jeweils Anfang Mai stattfindende Radrennen, die Vier Tage von Dünkirchen. Auch Tour-de-France-Etappen fanden schon in Dunkerque statt, so 2007 und 2022, 2001 wurde der Grand Depart (Tourstart) ausgetragen.
In Dunkerque findet alljährlich ein Triathlon der angesehenen, weil mit hochkarätigen internationalen Legionären besetzten französischen Club-Meisterschaft Lyonnaise des Eaux statt, so etwa am 23. Mai 2010 mit Andrea Hewitt und Jonathan Brownlee als Gewinner.
Der Handballverein Dunkerque Handball Grand Littoral wurde 2011 französischer Pokalsieger und stand ein Jahr später im Finale des EHF-Cups.
2014 wurde Dunkerque HBGL französischer Meister.
Der 1909 gegründete Fußballverein USL Dunkerque spielt seit der Saison 2023/24 wieder in der zweitklassigen Ligue 2. Die Heimspiele trägt der Club im 5000 Zuschauer fassenden Stade Marcel-Tribut aus.
Der Eishockeyverein  Corsaires de Dunkerque wurde 1970 gegründet und spielt seit der Saison 2010/11 in der Division 1, der zweithöchsten französischen Eishockeyliga.

## Regelmäßige Veranstaltungen

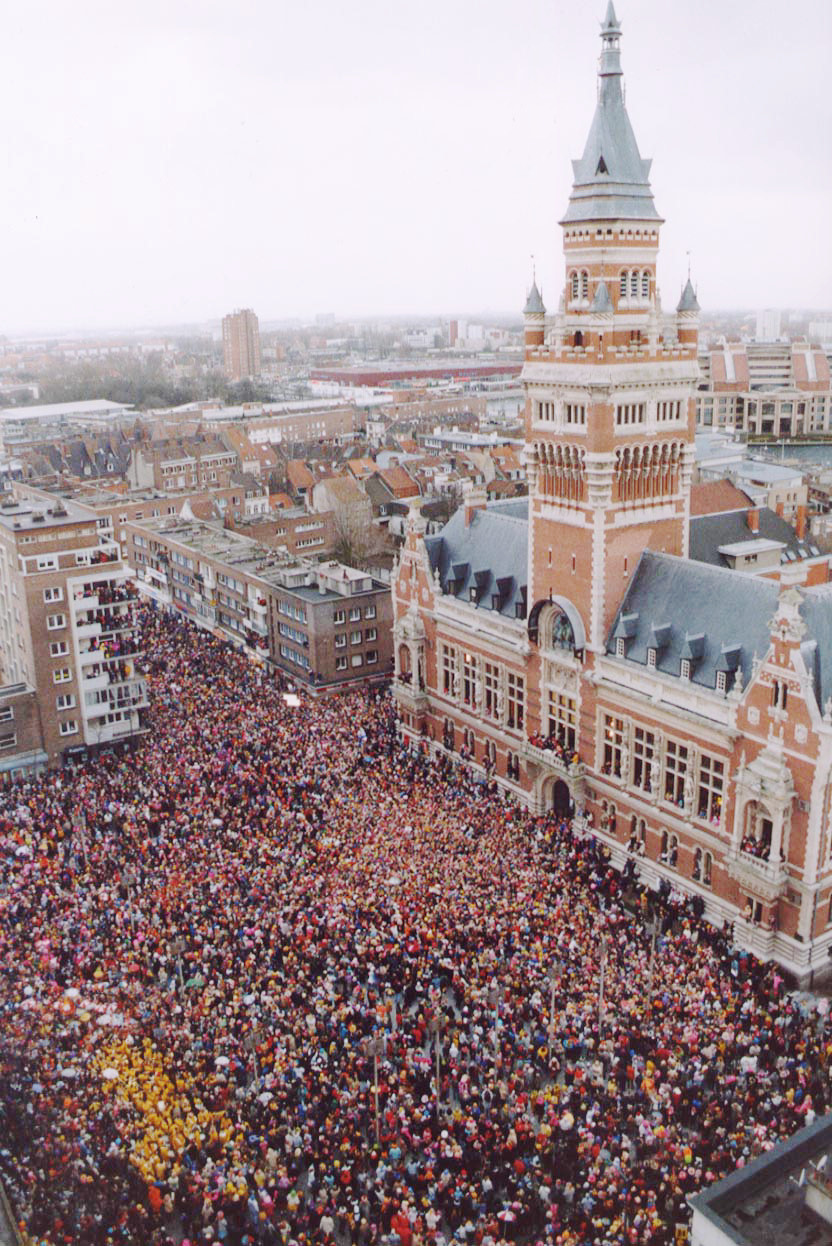
Karneval in Dunkerque

Der Karneval ist das Hauptereignis der Stadt. Er findet von Ende Januar bis Anfang April in Dunkerque und seinen Vororten statt.
Teile des Karnevals sind:
- Umzüge: Die Karnevalisten marschieren in Garden („bandes“) auf den Straßen vorbei, wobei sie einem Tambourmajor folgen, der mit einer napoleonischen Uniform bekleidet ist.
- Bälle: Die Karnevalisten feiern in der großen Festhalle der Stadt und singen karnevalistische Lieder. Die Bälle werden von den Karnevalvereinen organisiert.

1676 gab es einen maskierten Umzug in Dunkerque. Im 17. und 18. Jahrhundert boten die Reeder ihren Seeleuten ein Festessen am Tag vor ihrer Abfahrt nach Island. Diese Feiern waren der Ursprung der Visschersbende (Fischergarde). Jedoch war diese Veranstaltung von dem Maskenkarneval des Mardi Gras getrennt. Ein Jahr später fanden die beiden Ereignisse am gleichen Tag statt, was den Karneval in Dunkerque begründete. Der Karneval überlebte die Französische Revolution und die beiden Weltkriege. 1946 fuhren die bandes im Slalom durch die Ruinen der Stadt.

## Städtepartnerschaften
- Krefeld, Deutschland, seit 15. Juni 1974[7]
- Middlesbrough, Vereinigtes Königreich, seit 12. April 1976[7]
- Rostock, Deutschland, seit 1960[8]

## Persönlichkeiten
- Jean Bart (1650–1702), Korsar aus Flandern in den Diensten Königs Ludwig des XIV.
- Michiel de Swaen (1654–1707), flämischer Schriftsteller
- Jean-Baptiste Descamps (1706–1791), Maler und Schriftsteller
- Jean-Jacques Rutlidge (1742–1794), Schriftsteller und Journalist
- Armand Charles Guilleminot (1774–1840), General und Diplomat
- Victor Dourlen (1780–1864), Komponist
- Henri Tresca (1814–1885), Mechanikprofessor, der als Ingenieur am Eiffelturm mitarbeitete
- Auguste Verneuil (1856–1913), Chemiker
- Paul Van Tieghem (1871–1948), Literaturwissenschaftler und Romanist
- André Isoré (1891–1968), Politiker
- Eugène van den Bossche (1892–1962), belgischer Autorennfahrer
- Louis Bonne (1900–1990), Autorennfahrer
- Paul Meurisse (1912–1979), Schauspieler
- Jean Laude (1922–1983), Anthropologe, Afrikanist, Kunsthistoriker und Dichter
- Jacques Bialski (1929–2013), Politiker (PS)
- Paul-Marie Guillaume (* 1929), römisch-katholischer Geistlicher, Bischof von Saint-Dié
- Dominique Bastien (* 1945), US-amerikanischer Unternehmer und Autorennfahrer
- Pierre Makyo (* 1952), Comicautor und Comiczeichner
- Alain Dodier (* 1955), Comiczeichner
- Jean-Paul Rouve (* 1967), Schauspieler
- Hélène Cortin (* 1972), Ruderin
- Bartolomeu Varela (* 1973), Fußballschiedsrichter
- Xavier Gens (* 1975), Filmregisseur und Drehbuchautor
- Sébastien Bosquet (* 1979), Handballspieler
- Aurore Broutin (* 1982), Theater- und Filmschauspielerin
- Awir Leon (* 1987), Musiker und Tänzer
- Héléna Ciak (* 1989), Basketballspielerin
- Barthélémy Chinenyeze (* 1998), Volleyballspieler
- Manon Deketer (* 1998), Judoka
- Abdoulaye N’Doye (* 1998), Basketballspieler
- Julie Michaux (* 2002), Bahnradsportlerin

## Sonstiges
- Als in Frankreich ein universelles Längenmaß eingeführt werden sollte, dem die Maße der Erde zugrunde liegen – nämlich als ein Zehnmillionstel der Entfernung vom Pol zum Äquator entlang eines Längenkreises die später Meter genannte Maßeinheit –, wurde hierfür 1793 begonnen, den Paris querenden Meridianbogen von Dunkerque nach Barcelona genau zu vermessen. Wegen auftretender Schwierigkeiten wurde im gleichen Jahr zunächst der mètre provisoire eingeführt, basierend auf Ergebnissen älterer Landesvermessungen von Cassini III. für die Nord-Süd-Ausdehnung Frankreichs beziehungsweise die Distanz Dünkirchen–Perpignan.
- Dunkerque bietet eine Fährverbindung nach Dover (Großbritannien) sowie seit 2022 fünfmal pro Woche nach Rosslare (Irland).[9]
- Seit September 2018 ist die Nutzung des Nahverkehrs in Dünkirchen kostenlos. „Ziel ist, die Leute wieder in die Busse zu bringen“, sagte der damalige Bürgermeister Patrice Vergriete. Damit sollten die Straßen der Stadt entlastet werden. Bei vorherigen Versuchen an Wochenenden war die Nutzung der Busse um bis zu 60 Prozent gestiegen.[10] Ein Jahr nach der Einführung ergab eine Auswertung eine Zunahme an Wochentagen um 65 Prozent und an Wochenenden um 125 Prozent.[11]